# Kuta Buluh (Tanah Pinem)
Kuta Buluh is een bestuurslaag in het regentschap Dairi van de provincie Noord-Sumatra, Indonesië. Kuta Buluh telt 1812 inwoners (volkstelling 2010).